# As Máximas de Ptaotepe

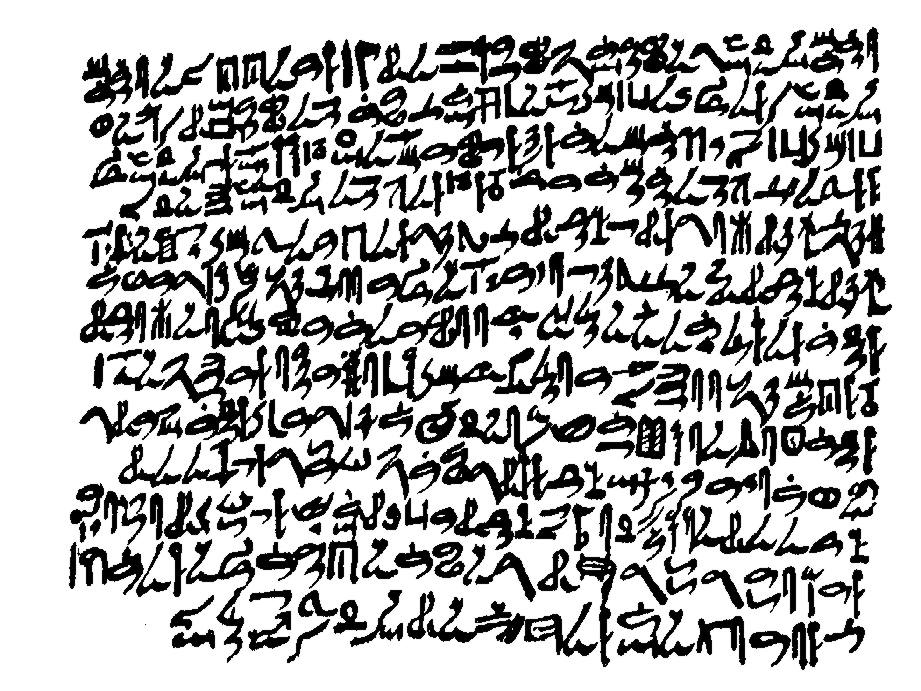
Trecho do Papiro Prisse, Biblioteca Nacional da França

As Máximas de Ptaotepe ou Instruções de Ptaotepe é uma obra literária do Antigo Egito atribuída a Ptaotepe, um vizir sob o rei Tanquerés da V dinastia (cerca de 2414-2375 a.C.). É uma coleção de máximas e conselhos no gênero sebayt ("instrução") sobre as relações humanas, que são dirigidas ao seu filho. O trabalho sobrevive atualmente em cópias de papiro, incluindo o Papiro Prisse que data do Império Médio e está em exposição na Biblioteca Nacional em Paris. Há diferenças consideráveis entre a versão do papiro fonte e os dois textos no Museu Britânico. A tradução de Battiscombe Gunn de 1906, publicada como parte da série "Sabedoria do Oriente", foi feita diretamente do Papiro Prisse, em Paris, em vez de cópias, e ainda está em versão impressa.
Na introdução, o autor explica a razão para escrever a instrução, ou seja, ter chegado à velhice e querer transmitir a sabedoria de seus antepassados que, em suas palavras, ouviram os deuses. As Máximas são preceitos conformistas exaltando tais virtudes civis como veracidade, autocontrole e bondade para com os semelhantes. Aprender ouvindo a todos e sabendo que o conhecimento humano nunca será perfeito. Evitar conflitos abertos sempre que possível não deve ser considerado fraqueza. A justiça deve ser perseguida e no final será o comando de um deus que prevalece.
Algumas das máximas se referem ao comportamento de alguém quando na presença do superior, como escolher o mestre certo e como servi-lo. Outros ensinam a maneira correta de liderar através da franqueza e bondade. A ganância é a base de todo o mal e deve ser negada, enquanto a generosidade para com a família e os amigos é louvável.
A ascensão na ordem social deve ser aceita como um dom de um deus egípcio e poderia ser preservada pela aceitação da precedência do divino.

## Passagens selecionadas
As citações são tiradas de The Living Wisdom of Ancient Egypt, de Christian Jacq.
- "Grande é a Lei (Maat)." (p. 24)
- "Toda conduta deve ser tão reta que poderá medi-la com um prumo." (p. 27)
- "Injustiça existe em abundância, mas o mal nunca terá sucesso a longo prazo." (p. 32)
- "Punir com princípio, ensinar de forma significativa. O ato de parar o mal leva ao estabelecimento duradouro da virtude." (p. 32)
- "A raça humana nunca realiza nada. É o que Deus manda que seja feito." (p. 41)
- "Aqueles a quem Deus guia não erram. Aqueles cujo barco Ele tira não podem cruzar." (p. 43)
- "Siga seu coração toda a sua vida, não cometa excesso em relação ao que foi ordenado." (p. 66)
- "Se trabalha firme, e o cultivo ocorre como deveria nos campos, é porque Deus colocou abundância em suas mãos." (p. 74)
- "Não mexa com sua vizinhança, porque as pessoas respeitam o silêncio." (p. 74)
- "Ouvir beneficia o ouvinte." (p. 74)
- "Se aquele que ouve escuta plenamente, então aquele que ouve se torna aquele que entende." (p. 76)
- "Quem escuta se torna o mestre do que é proveitoso." (p. 76)
- "Ouvir é melhor do que qualquer coisa, assim nasce o amor perfeito." (p. 76)
- "Deus ama quem escuta. Ele odeia aqueles que não ouvem." (p. 76)
- "Quanto ao homem ignorante que não escuta, não realiza nada. Ele equipara o conhecimento com a ignorância, o inútil com o prejudicial. Faz tudo o que é detestável, então as pessoas ficam com raiva dele a cada dia." (p. 77)
- "Uma palavra perfeita está escondida mais profundamente do que pedras preciosas. Encontra-se perto dos criados que trabalhavam na pedra de moinho." (p. 78)
- "Só fale quando tiver algo que vale a pena dizer." (p. 79)
- "Quanto a você, ensine seu discípulo as palavras da tradição. Que ele sirva de modelo para os filhos dos grandes, para que nele encontrem o entendimento e a justiça de todo coração que lhe fala, visto que o homem não nasce sábio." (p. 85)
- "Uma mulher de coração feliz traz equilíbrio." (p. 107)
- "Ame sua esposa com paixão." (p. 107)
- "Quanto àqueles que acabam continuamente cobiçando as mulheres, nenhum de seus planos terá sucesso." (p. 108)
- "Quão maravilhoso é um filho que obedece a seu pai!" (p. 112)
- "Como ele é feliz de quem é dito: 'Um filho é bondoso quando sabe ouvir.'" (p. 112)
- "Não culpe aqueles que são sem filhos, não os critiquem por não terem nenhuns, e não se vanglorie de tê-los você mesmo." (p. 113)
- "Que seu coração nunca seja vão por causa do que sabe. Tome o conselho dos ignorantes, assim como o dos sábios..." (p. 119)
- "Portanto, não coloque nenhuma confiança em seu coração no acúmulo de riquezas, pois tudo o que tem é um dom de Deus." (p. 126)
- "Pense em viver em paz com o que possui, e tudo o que os deuses escolherem dar virá por si mesmo." (p. 127)
- "Não repita um boato calunioso, não o ouça." (p. 139)
- "Aquele que tem um grande coração tem um dom de Deus. Aquele que obedece ao estômago obedece ao inimigo." (p. 140)
- "Aqueles a quem os deuses guiam não podem se perder. Aqueles que eles proíbem a passagem não serão capazes de atravessar o rio da vida." (p. 143)